# Scott Schwartz
Scott Schwartz (nascido em 12 de maio de 1968) é um ex-ator-mirim norte-americano, mais conhecido por seus papéis no The Toy e A Christmas Story.